# Pedagogická fakulta Masarykovy univerzity
Pedagogická fakulta (PdF MU) vznikla v roce 1946 jako pátá fakulta Masarykovy univerzity v Brně.
Jedná se o vzdělávací, vědeckou a uměleckou instituci. Zaměření vědecké a umělecké činnosti fakulty vyplývá ze specifik jednotlivých kateder a ústavů a soustředí se do tří oblastí: humanitní, přírodovědné a umělecké (skladatelská činnost, koncerty a výstavy).

## Historie

### Založení fakulty (1945–⁠1952)
Škola vznikla stejně jako její tři sestry na Univerzitě Karlově, Univerzitě Palackého v Olomouci a na Univerzitě Komenského v Bratislavě podle zákona č. 100/1946 Sb. z 9. dubna 1946. Šlo o součást poválečných změn a stalo se tak na všech tehdejších vysokých školách v Československu na základě jednoho z Benešových dekretů č. 132/1945 Sb., o vzdělávání učitelstva z 27. října 1945. Skladbu studia pedagogiky, délku studia a další náležitosti v té době upravovalo nařízení vlády. Přípravy na vznik nové fakulty probíhaly na Masarykově univerzitě od podzimu 1945 až do léta 1946. Dne 21. října 1946 se konala první schůze učitelského sboru, na které prvním děkan fakulty zvolen bohemista František Trávníček. Touto schůzí byla zahájena činnost nové fakulty Masarykovy univerzity. Samotná výuka pak byla slavnostně zahájena 10. listopadu 1946.
Teprve koncem roku 1946 se však podařilo fakultě získat samostatné výukové prostory v budovách Poříčí 7 a Poříčí 5 (které do té doby využívalo reálné gymnázium). Postupně se také fakultě podařilo ze zrušených učitelských ústavů získat vybavení knihoven  a laboratoří. Struktura fakulty byla vytvářena dle již existující fakult filozofické a přírodovědecké a její základ tvořily semináře, kterých bylo v roce 1948 celkem 22 (pedagogický, didaktický a předškolní výchovy, filozofický, psychologický, sociologický, historický, zoologický, botanický, mineralogický, geologický, seminář pro český a slovenský jazyk, pro ruský jazyk, pro matematiku a deskriptivu, pro fyziku, pro chemii pro zeměpis, pro výtvarnou výchov pro hudební výchov, pro domácí nauky a pro pedagogickou praxi). Fakulta se v tomto období zaměřila především na kombinované studium, neboť řada v praxi působících učitelů neměla vysokoškolské vzdělání a potřebovali si ho doplnit. Toto období je také charakteristické vysokou mírou improvizace, pro personální i materiální zajištění výuky. Vyučující si museli vyrábět cyklostylované soubory přednášek, která měly velmi rozdílnou kvalitu.  
Již v roce 1947 byla na fakultě ustanovena buňka Komunistické strany Československa, jejíž vliv chod fakulty výrazně eskaloval po únoru 1948. Dne 27. února 1948 byl na fakultě ustanoven akční výbor Národní fronty, který následně zahájil kádrování učitelů a studentů, kteří museli následně z fakulty odejít (například filozof Jan Patočka). Během roku 1948 muselo odejít z fakulty několik učitelů i studentů. Všechny studentské aktivity za zanedlouho musely sdružit pod hlavičkou Československého svazu mládeže. Do výuky byl zaveden marxismus-leninismus a byly zavedeny pevné učební plány a povinná návštěva přednášek. Kromě odchodu některých vyučujících byla vyřazována i nevyhovující literatura a nahrazována zejména literaturou sovětskou.
Další z výrazných změn, které přinesl únor 1948, byla rezignace děkana fakulty Františka Trávnička na svou funkci, neboť byl jako zapálený komunista vybrán pro funkci rektora celé univerzity. Od října do prosince roku 1948 funkci děkana krátce vykonával Vilém Chmelař, ale již od 1. prosince 1948 ho vystřídal v této funkci Josef Trtílek. 
Koncem roku 1950 se počet seminářů zredukoval sdružením příbuzných oborů na 15 a následně došlo v akademickém roce 1950/1951 k ustanovení kateder pro jednotlivé obory. V letech 1951-1952 byl děkanem František Kalousek a od roku 1952 do roku 1953 opět Trtílek. V této době se začal v Československu projevovat nedostatek učitelů, což bylo řešeno zřízením pedagogických gymnázií, které začaly vzdělávat učitele prvního stupně a učitele mateřských škol. V důsledku těchto a dalších změn přestaly plnit pedagogické fakulty svou původní funkci a byly vyčleněny z univerzit a přeměněny na vyšší pedagogické školy.

### Období samostatné Vyšší pedagogické školy (1953–⁠1958)
Od roku 1953 působila pedagogická fakulta jako samostatná Vyšší pedagogická škola Brno. V tomto období zajišťovala dvouleté studium učitelství pro druhý stupeň. Fakulta musela také předat Vysokému učení technickému budovu Poříčí 5, potýkala se s nedostatkem výukových prostor a musela propustit část zaměstnanců. Odcházeli zejména kvalifikování pracovníci, kterým jiné vysoké školy mohly nabídnout lepší podmínky. Po roce 1953 tak odešlo přibližně 30 docentů a profesorů. V roce 1953 rezignoval na svou funkci děkan Josef Trtílek a místo něj nastoupil do funkce děkana Bohumil Uher, a to až od roku 1959.
Pro fakultu bylo toto období mimořádně náročné. Až do roku 1956 totiž fakulta ještě musela zajišťovat výuku v původních učitelských programech a zároveň již studovali studenti v nových programech zkrácených. Krátká délka učitelského studia, materiální zabezpečení i samotný název školy vyvolávaly u veřejnosti pochyby v tom, nakolik se jedná o vysokou školu a zda nejde o školu střední. Do roku 1958 také fakulta musela zajišťovat dálkové studium pro Vysokou školu pedagogickou v Olomouci a vysoký zájem o dálkové studium podpořila otevřením konzultačních středisek ve Znojmě, v Jihlavě, v Uherském Hradišti a ve Svitavách.

### Léta pedagogického institutu (1959–1964)
Problematičnost tehdejšího stavu učitelské přípravy postupně vygradovala do té míry, že ke konci padesátých let již bylo zřejmé, že je nutné provést reformu učitelského studia. V září 1959 byly proto vládním nařízením z 19. července 1959 zřízeny ve všech krajských městech pedagogické instituty, které měly nově zajišťovat vysokoškolskou přípravu všech učitelů pro první i druhý stupeň základních škol.  
První dva roky studia měli všichni posluchači těchto institutů společný pedagogicko-psychologický základ a teprve poté byla výuka rozlišena na přípravu učitelů pro konkrétní stupeň základní školy. Příprava učitelů pro první stupeň základní škol trvala celkem 3 roky a pro druhý stupeň 4 roky, přičemž poslední rok byl určen pro pedagogickou praxi. Oproti předchozímu stavu byla tedy délka učitelské přípravy navýšena o 3 roky.  
Jako problém této reformy se však ukázala společná příprava učitelů prvního a druhé stupně, kteří měli odlišné potřeby na složení jednotlivých předmětů a jejich náplň. Od školního roku 1961/1962 proto došlo ke zrušení společného základu a rozdělení studijní profilace pro jednotlivé stupně škol. Studium pro oba stupně škol trvalo tři roky a následoval rok řízené pedagogické praxe spojené s psaním diplomové práce.

### Opětovné začlenění do Masarykovy univerzity (1964–⁠1966)
Na rozdíl od předchozího stavu nebyly pedagogické instituty zřízeny ministerstvem školství, nýbrž kraji a v jejich čele nestál děkan, ale ředitel institutu. Tak skutečnost se ukázala jako velmi problematická, neboť některé kraje nebyly schopny zajistit odpovídající odbornou úroveň studia. Další reforma učitelské přípravy proto usnesením předsednictva Národního shromáždění ze dne 13. srpna 1964 č. 166 s účinností od 1. září 1964 vrátila brněnský pedagogický institut zpět do University Jana Evangelisty Purkyně v Brně, jak se tehdy Masarykova univerzita nazývala. Akademický rok byl na fakultě slavnostně zahájen 5. října 1964 za přítomnosti rektora univerzity Theodora Martince. A děkanem obnovené fakulty byl jmenován František Frendlovský. Délka prezenčního studia se prodloužila na čtyři roky a dálkové studium pak dokonce na pět let.

### Pražské jaro (1966–⁠1969)
Druhá polovina 60. let přinesla na fakultu několik zásadních změn. Vyhláška ministerstva školství o postgraduálním studiu na vysokých školách č. 49/1967 Sb. umožnila zavedení postgraduálního studia, což mělo významný přínos pro rozvoj vědy a výzkumu v oblasti pedagogických věd. Fakulta také pozitivně reagovala na vývoj demokratizačních procesů pražského jara (decentralizace řízení vysokých škol, svobodný přístup k vědecké literatuře, tajné volby akademických funkcionářů, větší vliv studentů na chod školy). Konec pražského jaro znamenal praktické ukončení těchto změn, byť ne ukončení okamžité. V květnu 1969 ještě stihly na fakultě proběhnout volby, ale zvolený děkan a proděkani nebyli potvrzeni do svých funkcí ministerstvem školství a museli se vzdát svých funkcí. Naopak došlo k výrazné nucené reorganizaci vědecké rady a k novým volbám, ve kterých byl zvolen Josef Dočekal.

### Normalizace (1970–⁠1989)
Důsledkem situace byl odchod 29 vyučujících a zaměstnanců a také restrukturalizace fakulty spojená se založením Ústavu marxismu-leninismu. Následující období znamenalo normalizaci poměrů a kromě samotného propouštěním nepohodlných zaměstnanců také stagnaci ve výzkumu. Dokonce se v tomto období zvažovalo sloučení s filozofickou fakultou.
V 70. letech také došlo k založení konzultačních středisek v Jihlavě a Uherském Hradišti. V 80. letech postupně narůstal počet studentů a zároveň docházelo postupnému rozšiřování výukových a skladových prostor fakulty.

### Nová éra (po roce 1990)
První polistopadovou děkankou se stala Stanislava Kučerová, která v té době již 20 let nuceně působila mimo fakultu a která byla zvolena 10. ledna 1990, byť původně kandidovala do pozice proděkanky. Voleb se účastnilo 25 zástupců studentů a 25 zástupců akademických pracovníků.
První roky po roce 1990 znamenal návrat některých dříve nepohodlných zaměstnanců a také rušení některých pracovišť fakulty spjatých s komunistickým režimem (katedra branné výchovy, kádrové oddělení, kabinet marxismu-leninismu).
Nový akademický senát byl zvolen koncem května 1990 a děkanem zvolil Josefa Janáse. Fakulta postupně upravovala výuku v souladu s novým zákonem o vysokých školách a v letech 1994–1995 prošla akreditací vládní komise, ve které byla hodnocena jako nejlepší z devíti pedagogických fakult v Česku. 
Významnou změnou v chodu fakulty bylo otevření nové budovy na adrese Poříčí 9, která vyplnila proluku po domě zničeném během druhé světové války. Další významnou stavební úpravou bylo otevření budovy CVIDOS na Poříčí 31a v září 2014.
Pedagogická fakulta Masarykovy univerzity je od září 2017 členem European Teacher Education Network. Děkan fakulty je také automaticky členem Asociace děkanů pedagogických fakult.

## Budovy
V současnosti sídlí ve čtyřech budovách na ulici Poříčí na Starém Brně

### Poříčí 7
Budova Poříčí 7 byla postavena v letech 1914–1916 pro státní německou reálnou školu. Během první světové války zde v letech 1916–1918 byla vojenská nemocnice. Po roce 1919 budovu využívalo Ženský státní učitelský ústav v Brně, který ji zpočátku využíval spolu se státním reálným gymnáziem. Po roce 1946 přešla budova do majetku pedagogické fakulty a již od tohoto roku je sídlem děkanátu.
Dne 11. dubna 2022 byla v této budově otevřena nová menza, jejíž součástí je i studentský klub. Náklady na výstavbu těchto prostor přesáhly čtyřicet milionů korun.

### Poříčí 9
Budova na Poříčí 9 je první budovou, která byla postavena výhradně pro Pedagogickou fakultu MU. Plány na výstavbu budovy v místě proluky na adresách Poříčí 9 a Poříčí 11 byly zahájeny již v roce 1986, ale samotná stavba byla provedena až v letech 1994–1995. Projektovou studii zpracovali architekti Vladimír Vychodil a Pavel Kučera a vlastní projekční práce provedl ateliér A 46 pod vedením Jana Nevřivy. Dodavatelem stavby byla firma Mittag Brno. Slavnostní otevření budovy se uskutečnilo 15. listopadu 1995 za účasti rektora Masarykovy univerzity Eduarda Schmidta, děkana fakulty Josefa Janáse, zástupců Ministerstva školství, mládeže a tělovýchovy a zástupců stavební firmy.

### Poříčí 31
Budova na Poříčí 31 byla postavena v letech 1927–1929 podle návrhu architekta Jaroslav Syřiště. Budova byla slavnostně otevřena 1. září 1929 a za první republiky v ní sídlilo České státní reálné gymnázium na Starém Brně. Střední škola v budově sídlila až do konce 50. let 20. století, kdy ji po zrušení Pedagogické školy pro vzdělání učitelů národních škol získala Pedagogická fakulta MU. Původně třípatrová budova byla v roce 1977 rozšířena o nástavbu. V roce 2005 byla na střeše této budovy nainstalována fotovoltaická elektrárna, která byla v době svého vzniku největší v Česku. V roce 2019 byla v této budově otevřena kavárna Kafinet, která slouží jako tréninková kavárna pro osoby, které se vrací do pracovního života po prodělaném duševním onemocnění.

### Poříčí 31a
Nejnovější budovou Pedagogické fakulty MU je budova na Poříčí 31a. Budova byla v letech 2012–2014 postavena jako součást projektu s názvem Centrum výzkumných institutů a doktorských studií (CVIDOS) a byla financována z Operačního programu Výzkum a vývoj pro inovace. Výstavba budovy a její vybavení stály přibližně 140 milionů korun.
Budova má celkem pět podlaží nadzemních a jedno podlaží podzemní. Ve druhém nadzemním podlaží je budova propojena spojovacím krčkem se stávající budovou na Poříčí 31. Celková užitná plocha činí 3 888 m². Součástí budovy je i Ústřední knihovna Pedagogické fakulty MU, která zabírá suterén, přízemí a první dvě nadzemní podlaží.
Budova byla slavnostně otevřena 15. září 2014 za účasti rektora MU Mikuláše Beka, děkana fakulty Josefa Trny a ředitele projektu CVIDOS Jiřího Němce. Patrony knihovny se stali básník Vít Slíva a spisovatelka Kateřina Tučková. Zbývající dvě patra stavby obsadilo po dokončení stavby pět výzkumných institutů.

## Studium
Zdejší studium je členěno na bakalářský, navazující magisterský a doktorský stupeň. Hlavním poslání studia je příprava učitelů pro 1. a 2. stupeň základní školy, u některých oborů rovněž pro školy střední. Vedle učitelských oborů je zde realizováno také studium sociální a speciální pedagogiky. Skladbu studijních programů doplňuje celoživotní vzdělávání.
Učitelské studijní programy byly výrazně upraveny v roce 2016, kdy vznikl komplexní nový pedagogicko-psychologický modul, který v sobě zahrnuje 26 kritérií kvality a profesních kompetencí nezbytných pro plánování, realizaci a hodnocení výuky. Tato změna ve struktuře studia byla zároveň doplněna inovací systému spolupráce fakulty a fakultních/klinických škol a zařízení. Upraven byl také systém reflektovaných pedagogických praxí, kterých studenti během pěti let studia na bakalářském a magisterském stupni absolvují celkově v rozsahu 580 hodin.

## Struktura
Fakulta se dělí na katedry a výzkumné ústavy, které jsou samostatnými rozpočtovými jednotkami:
- Katedra anglického jazyka a literatury
- Katedra biologie
- Katedra českého jazyka a literatury
- Katedra francouzského jazyka a literatury
- Katedra fyziky, chemie a odborného vzdělávání
- Katedra geografie
- Katedra historie
- Katedra hudební výchovy
- Katedra matematiky
- Katedra německého jazyka a literatury
- Katedra občanské výchovy
- Katedra pedagogiky
- Katedra primární pedagogiky
- Katedra psychologie
- Katedra ruského jazyka a literatury
- Katedra sociální pedagogiky
- Katedra speciální a inkluzivní pedagogiky
- Katedra informační a technické výchovy
- Katedra tělesné výchovy a výchovy ke zdraví
- Katedra výtvarné výchovy

Výzkumné instituty fakulty:
- Institut výzkumu inkluzivního vzdělávání
- Institut výzkumu školního vzdělávání

Mezi účelová zařízení patří Ústřední knihovna Pedagogické fakulty, jejímž patronem je brněnský básník Vít Slíva. a Centrum informačních technologií a Technicko-provozní oddělení.
Mimo to na fakultě působí ještě Úsek edičních činností a fakultní oddělení Centra jazykového vzdělávání.
Od roku se 2016 na fakultě vyčlenilo samostatné Centrum celoživotního vzdělávání a některé výzkumné instituty byly v rámci restrukturalizace včleněny pod katedry, a to zejména někdejší Institut pedagogického vývoje do Katedry fyziky, chemie a odborného vzdělávání a Institutu školy a zdraví do Katedry speciální pedagogiky.

## Osobnosti

### Děkani
Děkankou fakulty je od  fakulty je od 1. února 2023 její bývalá absolventka doc. Simona Koryčánková, do té doby působící jako prorektorka pro záležitosti studentů a absolventů. Do funkce děkanky byla zvolena akademickým senátem 27. září 2022 15 hlasy z 23 přítomných senátorů.

### Významní absolventi
Mezi významné absolventy fakulty patří atlet Milan Tošnar,  hokejista Josef Augusta, plzeňský politik Martin Baxa, poslanec Petr Gazdík, krasobruslařka Gabriela Hrázská, sportovkyně Šárka Kašpárková, pedagog a současný děkan fakulty Jiří Němec, politik Ivo Vašíček či režisér a moderátor Petr Horký.

## Symboly fakulty

### Logo a barva
Původním logem fakulty byla otevřená kniha symbolizující vzdělávání a vzdělávací prostředky. Barva fakulty je oranžová (Pantone 1375 C). Od roku 2018 přešla celá Masarykova univerzita na Jednotný vizuální styl, který se skládá ze tří základních prvků značky, písma a barvy. Jako značku používá pedagogická fakulta nápis MUNI PED, pro písmo je použito písmo Muni v řezech Light, Regular, Medium a Bold, které bylo vyvinuté speciálně pro potřeby univerzity a jako barvu používá pedagogická fakulta oranžovou barvu PANTONE1505 C/U.

### Insignie

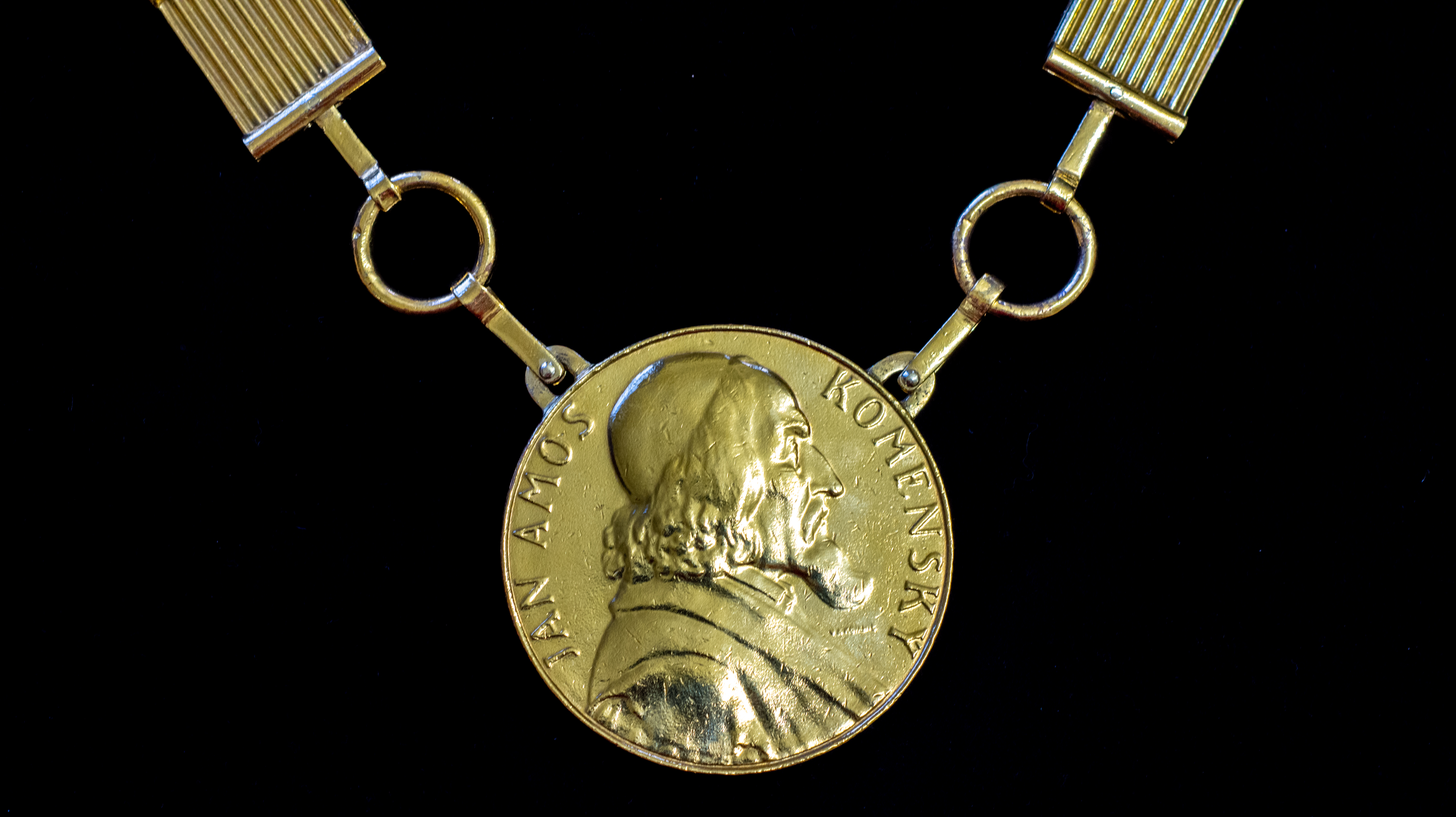
Děkanský řetěz Pedagogické fakulty MU

Insignie tvoří medaile děkanského řetězu navržená Václavem Adolfem Kovaničem. Na aversu je vyobrazen profil a hruď Jana Amose Komenského, revers tvoří vyobrazení rukou předávajících si pochodeň. V duchu hořící pochodně vyrobil Eduard Milén rovněž žezlo. Insignie pochází z roku 1965. Heslem fakulty je latinský výraz „Traditio Lampadis“ (předávání pochodně). 

## Studentské spolky

### Otevřeno
Organizace Otevřeno vznikla v roce 2015 na Pedagogické fakultě MU a jejím původním cílem zlepšování vzdělávání budoucích učitelů přímo zevnitř pedagogických fakult. Od roku 2019 se organizace z původního studentského spolku přeměnila na hnutí studentů, učitelů a vyučujících na pedagogických fakultách s cílem měnit české školství. Organizace je registrovaná jako zapsaný spolek se sídlem na Pedagogické fakultě MU a financovaná je z dárcovských příspěvků. Mezi její hlavní aktivity patří akce Noc vzdělávání, podcast Hovory z kabinetu, mapování inovací ve vzdělávání a další.

### Civitas
Civitas je sdružení studentů katedry občanské výchovy, které pořádá tematické akce věnované historii a také aktuálnímu dění v různých zemích Evropy i zámoří.

## Galerie

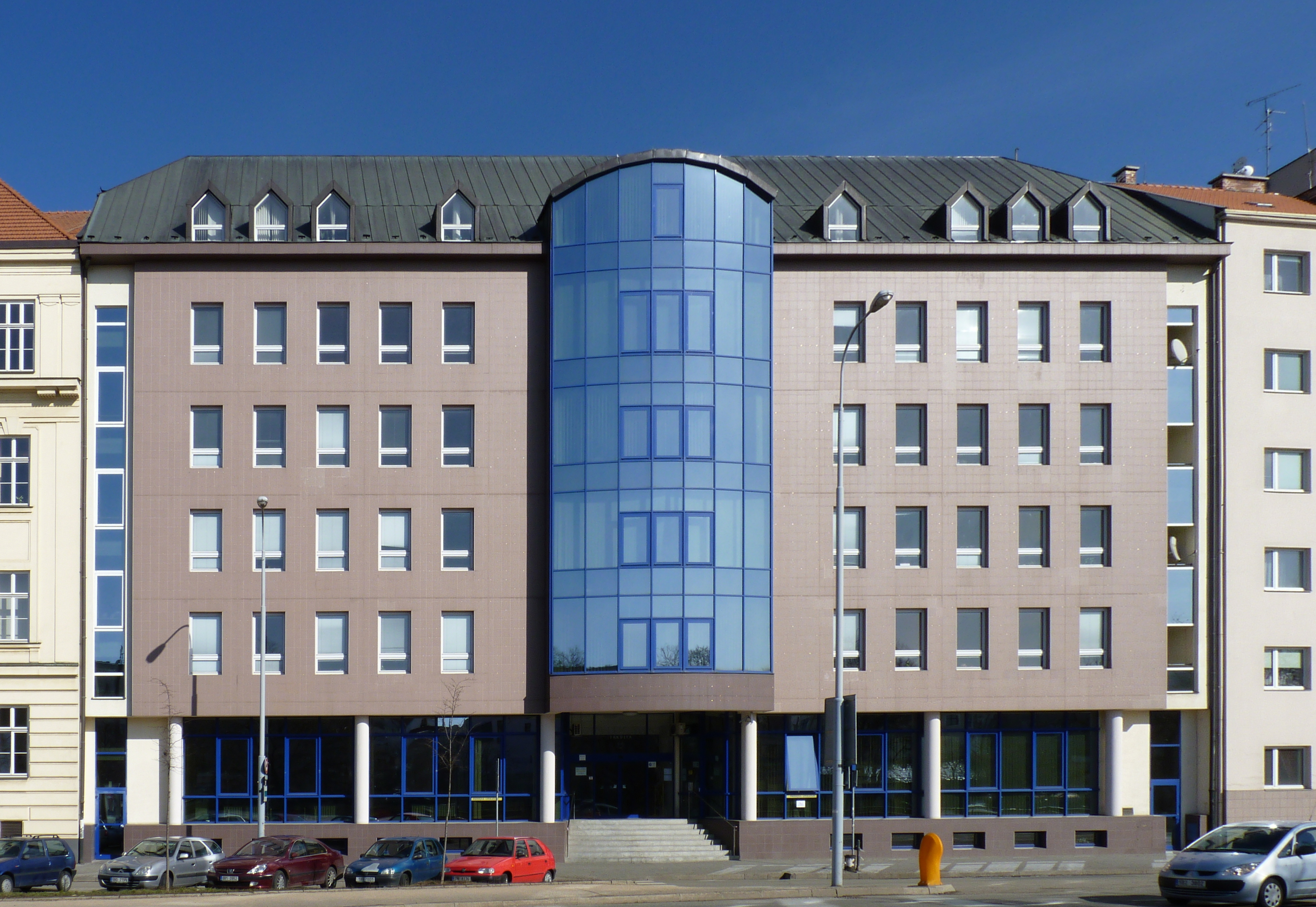
Budova fakulty Poříčí 9
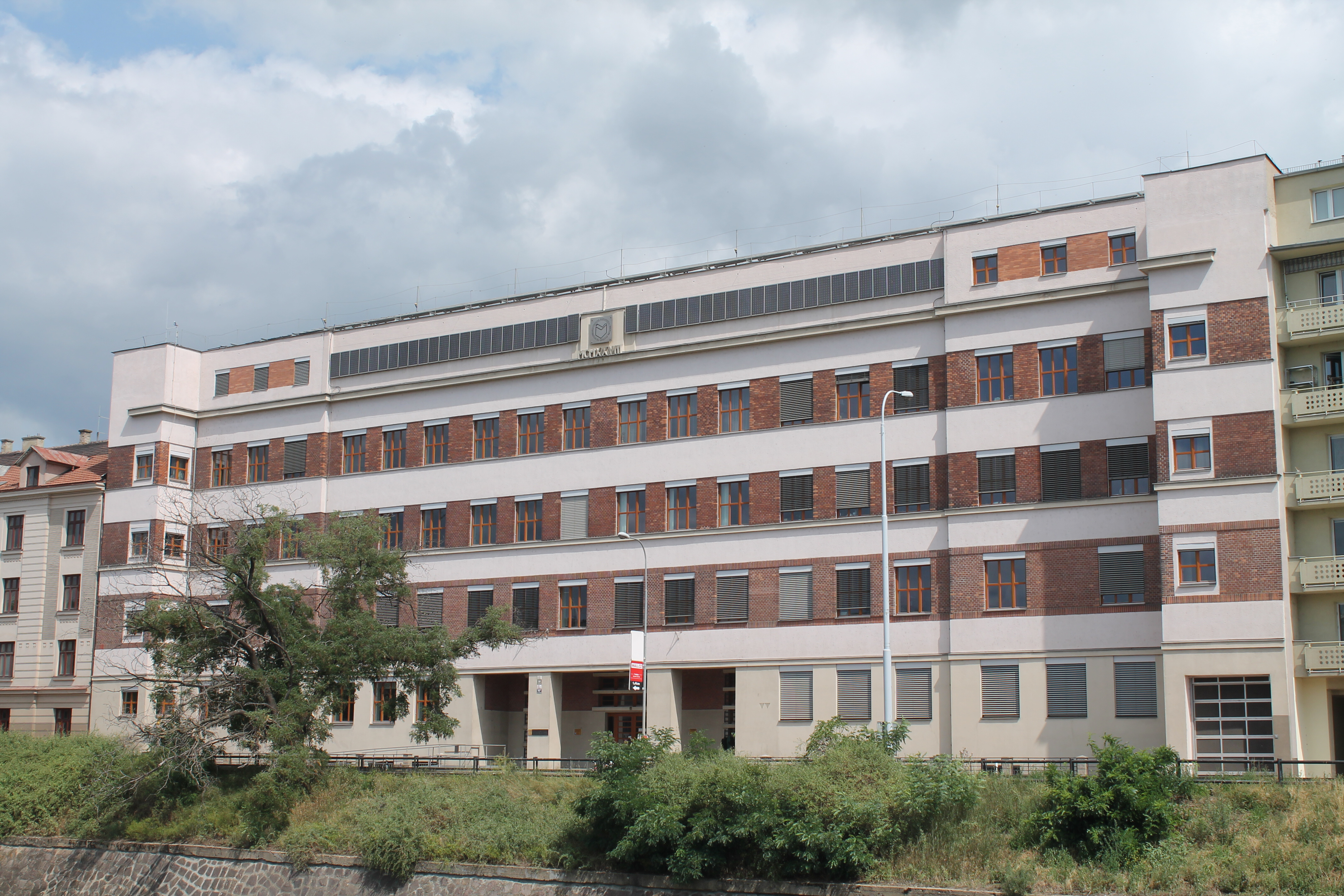
Budova fakulty Poříčí 31
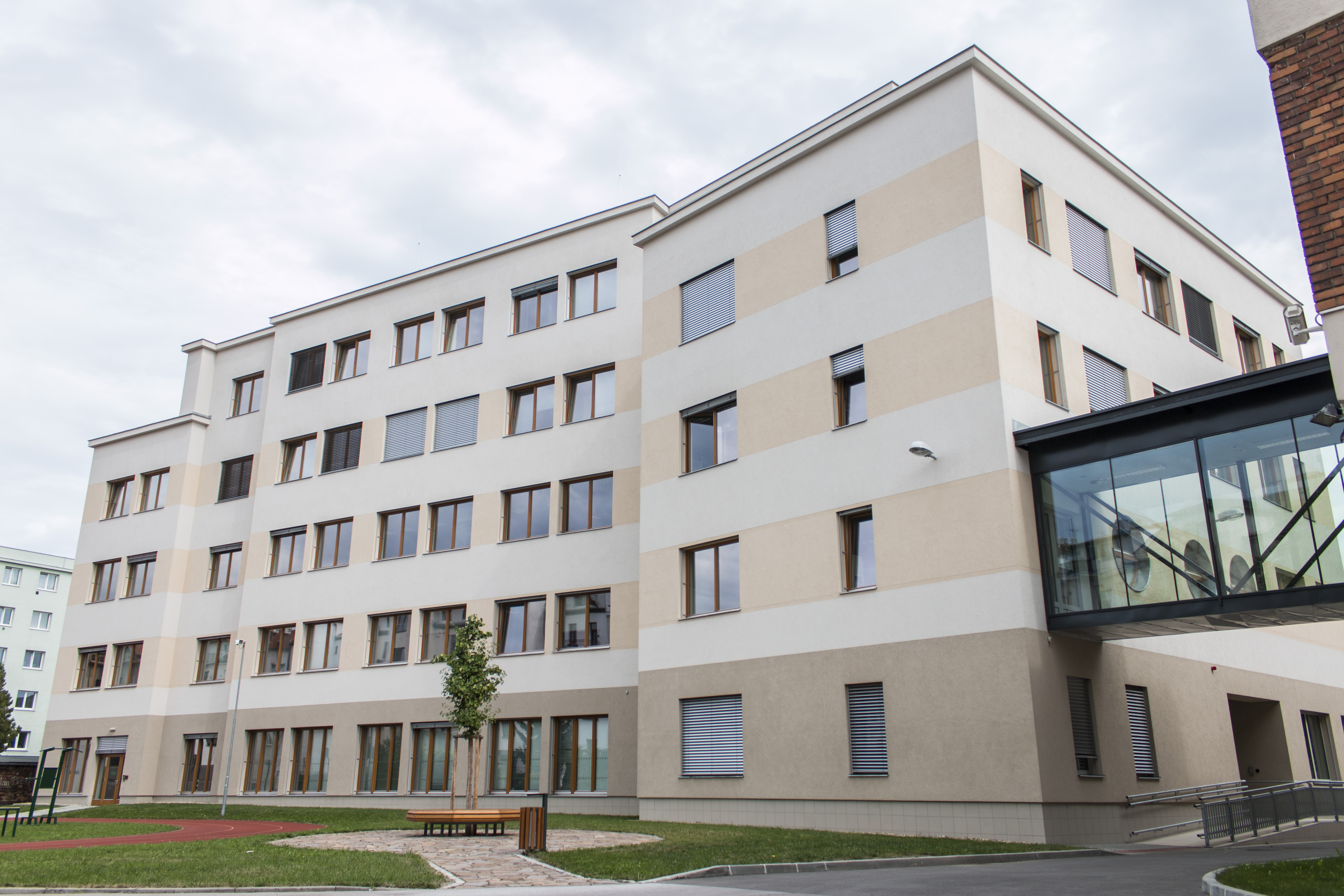
Budova fakulty Poříčí 31a
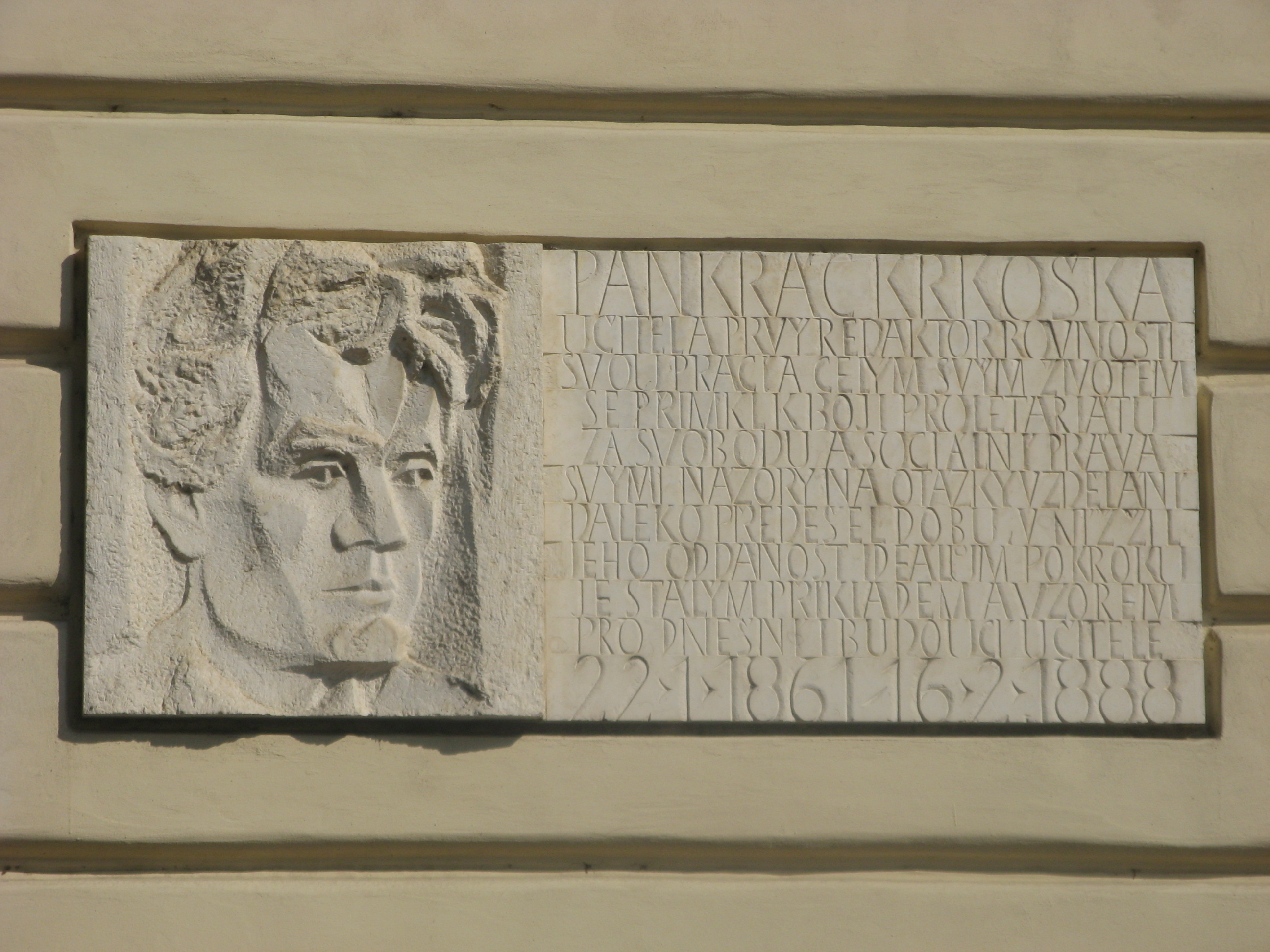
Pamětní deska Pankráce Krkošky na budově Poříčí 7
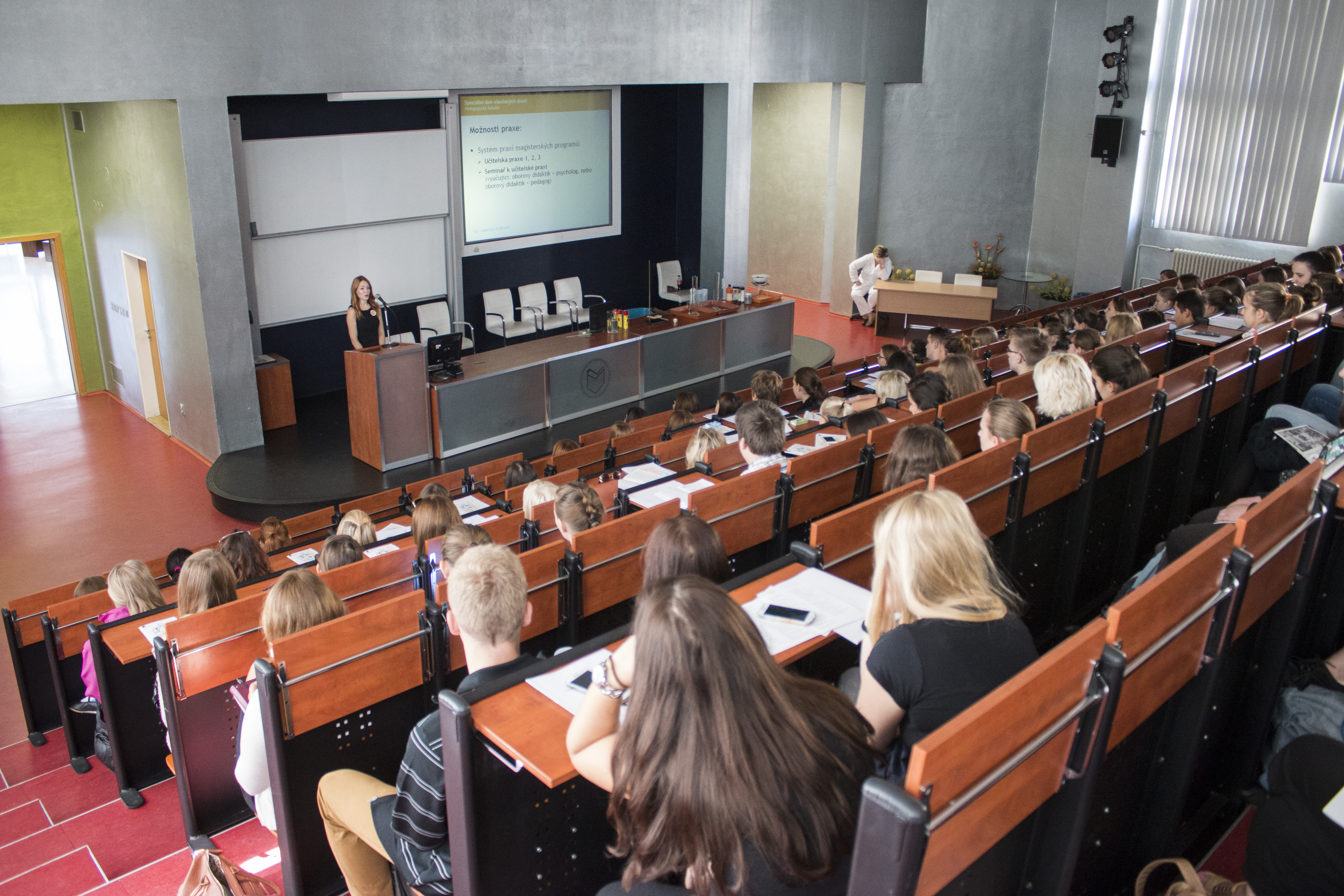
Posluchárna č. 50
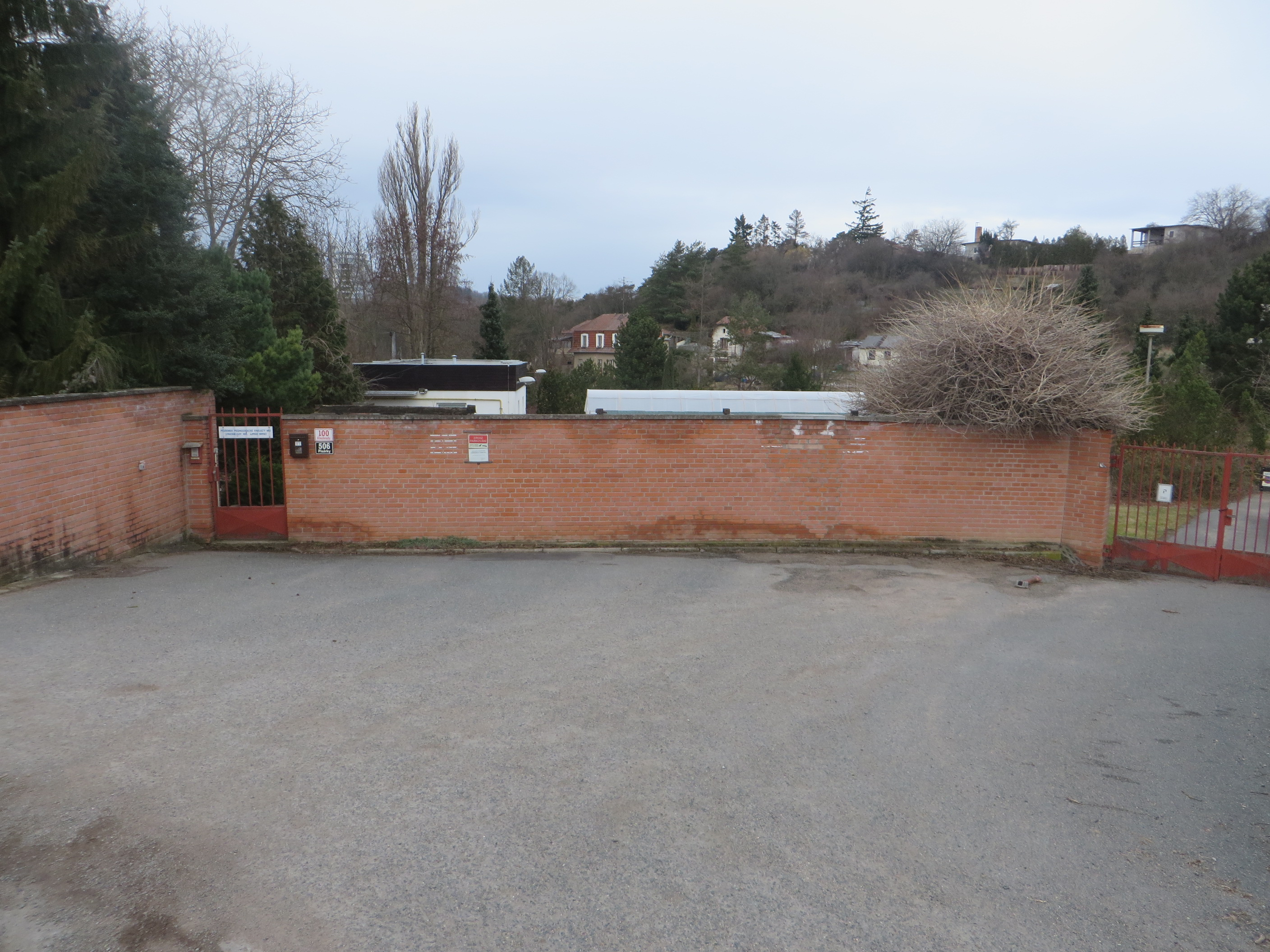
Botanická zahrada v ulici Kejbaly